# Centennial Park (Arizona)
Centennial Park es un lugar designado por el censo ubicado en el condado de Mohave en el estado estadounidense de Arizona. En el Censo de 2010 tenía una población de 1264 habitantes y una densidad poblacional de 225 personas por km².

## Geografía
Centennial Park se encuentra ubicado en las coordenadas 36°57′14″N 112°58′53″O / 36.95389, -112.98139. Según la Oficina del Censo de los Estados Unidos, Centennial Park tiene una superficie total de 5.62 km², de la cual 5.62 km² corresponden a tierra firme y (0%) 0 km² es agua.

## Demografía
Según el censo de 2010, había 1264 personas residiendo en Centennial Park. La densidad de población era de 225 hab./km². De los 1264 habitantes, Centennial Park estaba compuesto por el 94.62% blancos, el 0.24% eran afroamericanos, el 0% eran amerindios, el 0.16% eran asiáticos, el 0.08% eran isleños del Pacífico, el 1.98% eran de otras razas y el 2.93% pertenecían a dos o más razas. Del total de la población el 5.14% eran hispanos o latinos de cualquier raza.